# Myrcia imperatoris-maximiliani
Myrcia imperatoris-maximiliani är en myrtenväxtart som beskrevs av Heinrich Wawra. Myrcia imperatoris-maximiliani ingår i släktet Myrcia och familjen myrtenväxter. Inga underarter finns listade i Catalogue of Life.